# Johann Joseph Öttlinger
Johann Joseph Öttlinger (* 26. März 1662 in München; † 1724) war 1705 Pflegskommissär in Starnberg und wurde von der bayerisch-patriotischen Geschichtsschreibung als Verräter („Judas von Sendling“) des bayerischen Volksaufstandes verteufelt.
1679 schloss er seine Gymnasialstudien am Jesuitengymnasium München (heute Wilhelmsgymnasium München) ab.
Öttlinger war laut Christian Probst als Pflegskommissär bei den Untertanen verhasst, da er sich auf deren Kosten rücksichtslos bereicherte; er war ein offener Parteigänger der Kaiserlichen und hatte wiederholt erklärt, von Kurfürst Max Emanuel „werde seiner Lebtag kein Bein mehr ins Land kommen“. Umso merkwürdiger ist es, dass ihn Adam Schöttl zur Teilnahme am Aufstand gewinnen konnte. Es ist wahrscheinlich, dass Schöttl die baldige Rückkehr des Kurfürsten mit französischer Hilfe ankündigte und die Aussichten als sehr günstig darstellte. Öttlinger erschien selbst mit dem Starnberger Aufgebot, das etwa 200 Mann umfasst hat, in Hohenschäftlarn. 
Man hat später die Schuld an der Niederlage der Oberländer vor München dem Verrat Öttlingers zugeschrieben. Laut Christian Probst ist es richtig, dass dieser sein Heil in der Flucht suchte und seine 200 Gerichtsuntertanen, die er aufgeboten hatte, allein ins Verderben ziehen ließ. Er ist auch nicht nach Hause, sondern nach München zur Administration geritten und hat dieser über den Stand, die Stärke und die Absichten der Aufständischen berichtet.
Über die Münchner Verschwörer hat er nichts ausgesagt, da er offenbar über diese nichts wusste. Er wurde zum Verräter, um für sich Straffreiheit zu erwirken. Diese hat er auch erhalten, doch war sein Verrat nicht die Ursache für die Sendlinger Mordweihnacht.